# Rhipidia willistoniana
Rhipidia willistoniana är en tvåvingeart som först beskrevs av Alexander 1929.  Rhipidia willistoniana ingår i släktet Rhipidia och familjen småharkrankar. Inga underarter finns listade i Catalogue of Life.